# Morophagoides iulina
Morophagoides iulina är en fjärilsart som beskrevs av Walsingham 1914. Morophagoides iulina ingår i släktet Morophagoides och familjen äkta malar.
Artens utbredningsområde är Guatemala. Inga underarter finns listade i Catalogue of Life.